# دل مار (کالیفرنیا)
دل مار (به انگلیسی: Del Mar) شهری در شهرستان سن دیه‌گو، کالیفرنیا ایالت کالیفرنیا است که در سرشماری سال ۲۰۱۰ میلادی، ۴۱۶۱ نفر جمعیت داشته‌است.